# 명 발디니
권 명 발디니(이탈리아어: Kwon Myung Baldini, 1988년 8월 11일)는 브라질 출신으로 포항 스틸러스의 축구 전문 피지컬 코치다. K리그 등록명은 바우지니다.